# Olivet (Loiret)
Olivet település Franciaországban, Loiret megyében. Lakosainak száma 22 988 fő (2022. január 1.). Olivet Orléans, Ardon, Saint-Cyr-en-Val, Saint-Hilaire-Saint-Mesmin és Saint-Pryvé-Saint-Mesmin községekkel határos.

## Népesség
A település népességének változása:
| Lakosok száma | 7860 | 13 629 | 17 572 | 21 032 | 20 458 | 21 639 | 21 951 | 22 386 | 22 503 | 22 988 |
|               | 1968 | 1982   | 1990   | 2006   | 2013   | 2015   | 2017   | 2019   | 2020   | 2022   |